# Landfrieden von Eger
Der Landfrieden von Eger wurde am 5. Mai 1389 in Eger zwischen König Wenzel von Böhmen und dem Schwäbischen Städtebund, einem Zusammenschluss südwestdeutscher Reichsstädte geschlossen.
Seit 1376 herrschte Unruhe in Süddeutschland. 14 schwäbische Reichsstädte hatten zum Schutz ihrer Privilegien und ihrer Unabhängigkeit ohne Erlaubnis des Kaisers den Schwäbischen Städtebund gegründet, der sich unter anderem gegen die kaiserliche Verpfändungs- und Besteuerungspolitik richtete. Erbost über diese Dreistigkeit unternahm Kaiser Karl IV. zusammen mit süddeutschen Fürsten einen Kriegszug – blieb jedoch ohne Erfolg. Auch sein Sohn und Nachfolger Wenzel  musste diesen städtebürgerlichen Bund respektieren.
Der Städtebund breitete sich bis 1385 über ganz Südwestdeutschland aus, umfasste mehr als 50 Reichsstädte und widerstand allen Auflösungsversuchen des Königs und der Fürsten. Dann jedoch traten Sonderinteressen einzelner Reichsstädte zu Tage und der Bund zeigte Zerfallserscheinungen von innen. Diese Einladung der politischen Konkurrenten ließen sich die Fürsten nicht entgehen und provozierten 1387 den Städtekrieg, der 1388 ganz Süddeutschland erfasste und mit großer Brutalität geführt wurde. So ließ Pfalzgraf Ruprecht II. von der Pfalz gegnerische Gefangene bei lebendigem Leib verbrennen. Die städtischen Truppen standen dem an Grausamkeit jedoch nicht nach. Felder der Gegner wurden angezündet und Ernten vernichtet. So wurden jedoch für die Bauern die Städte zum erklärten Gegner. Tausende Bauern hielten in der einzigen größeren Schlacht am 23. August 1388, der Schlacht bei Döffingen, die Stellung gegen das städtische Heer, bis zusätzliche Truppen ihres Herrn Graf Eberhard II. von Württemberg hinzukamen und den Sieg errangen.
Die Niederlage bei Döffingen entzweite die Städte noch mehr und ermutigte den bis dahin abwartenden König Wenzel sich von den Städten abzuwenden. Wenzel trug sich mit der Absicht, die Tochter eines der Bayernherzöge zu heiraten. Dies war aber nur möglich, wenn er fest auf der Seite der Fürsten stand. Wenzel ergriff die Gelegenheit und stellte den Frieden zwischen den erschöpften Parteien auf Kosten der Städte wieder her. Auf dem Reichstag in Eger erließ er am 5. Mai 1389 einen Reichslandfrieden, mit dem der Städtebund und seine Neugründung verboten wurde.  Der Landfrieden betraf auch die Interessen Egers selbst, die sich beispielsweise in der Adelsfehde gegen Eger gegen Übergriffe des Landadels zu erwehren hatte. Die Städte mussten den Fürsten hohe Kriegsentschädigungen zahlen und es wurden ihnen andere Nachteile auferlegt. Die Reichsstädte lösten den Bund auf und die meisten traten dem Landfrieden bei. Es konnte jedoch kein wirklicher Frieden gesichert werden. Insbesondere im Schwäbischen gab es weitere Auseinandersetzungen, bis die Städte wegen der Passivität des Königs zur Selbsthilfe griffen. Schon 1390 gab es einen neuen Städtebund. Auch Wenzel hatte mit seiner Politik kein Glück – als ihn die Fürsten 1400 absetzten, halfen ihm die Reichsstädte nicht.
Der Egerer Reichslandfrieden  sollte die Bezirke Schwaben, das Rheingebiet, Bayern, Franken, Thüringen, Hessen und Meißen befrieden. Hierzu wurden in der Folge gleichgeordnete Landfriedenskreise geschaffen. Das Verfahren behandelte Fürsten und Städte scheinbar gleich. Jedem Kreis wurde eine eigene Landfriedensbehörde vorangestellt, die paritätisch mit je vier Mitgliedern des Adels und der Städte besetzt wurde. Die Behörden sollten sowohl die ausschließliche Gerichtsbarkeit für alle Friedensbrüche besitzen als auch mit der Exekutionsgewalt ausgestattet sein. Die Parität zwischen Fürsten und Städten wurde jedoch dadurch aufgehoben, dass jenen Institutionen ein vom König bestimmter adliger Hauptmann beigeordnet wurde. Dieser sollte über Aufnahme und Ausschluss aus dem Landfrieden entscheiden. In den Entscheidungen der Landfriedensbehörde, die mit einfacher Mehrheit getroffen wurden, hatte er volles Stimmrecht. Die Macht, die König Wenzel mit der Errichtung des Landfriedens konstituierte, kam eindeutig den Fürsten zugute, während gegenüber den Städten, welche die Friedenshoheit des Königs herausgefordert hatten, ein Exempel statuiert wurde. Für die den Krieg betreffenden Streitfälle zwischen Fürsten, Herren und Städten sah der Landfriede keinerlei Lösungen vor. In zähen Verhandlungen, von denen sich König Wenzel fernhielt, mussten deshalb im Nachgang Übereinkünfte zwischen den Kriegsgegnern erzielt werden. Zum Teil mussten die Städte den Fürsten und Herren die im Krieg erlittenen Schäden ersetzen, zum Teil verglichen sich die ehemaligen Gegner auch, ohne neue Forderungen zu erheben. Wenzel setzte bereits am 24. Juli 1389 ein Sechser-Komitee unter Beteiligung von Pfalzgraf Ruprecht I. und Herzog Friedrich von Bayern ein, das mit großer Machtfülle ausgestattet und mit der Erledigung der Reichsgeschäfte betraut werden sollte. Es sollte ganz allgemein den König in allen Reichsangelegenheiten vertreten. Dem Komitee wurde die volle Landfriedensgewalt übertragen und das Privileg zuerkannt, alle mit königlichen Rechten verbundenen Einkünfte wie Zins, Münzverleihung, Zoll und Judenschutz einzunehmen.